# Jasione montana var. latifolia
Jasione montana subsp. latifolia é uma variedade de planta com flor pertencente à família Campanulaceae. 
A autoridade científica da variedade é Pugsley, tendo sido publicada em J. Bot. 59: 215 (1921).

## Portugal
Trata-se de uma variedade presente no território português, nomeadamente em Portugal Continental.
Em termos de naturalidade é nativa da região atrás indicada.

## Protecção
Não se encontra protegida por legislação portuguesa ou da Comunidade Europeia.